# Alexandre Dujarrier
Alexandre-Honoré Dujarrier, né le 20 juin 1815 à Dreux (Eure-et-Loir) et mort le 11 mars 1845 à Paris, est un journaliste, gérant du journal La Presse, tué en duel par Jean-Baptiste Rosemond de Beauvallon. Il fut l'amant de Lola Montez et ami d'Alexandre Dumas père et d'Alexandre Dumas fils.

## Famille
Il naît le 20 juin 1815 à Dreux, fils d’Alexandre-Prosper Dujarier, marchand épicier mercier à Dreux, Grande-Rue, et de Victorine-Honorine Le Ménestrel, lesquels se sont mariés le 3 août 1814 à Dreux.

## Duel avec Beauvallon
Le 7 mars 1845 à Paris, durant un souper aux Frères Provençaux offert par l'actrice Anaïs Liévenne (maîtresse de François-Victor Hugo), Dujarrier se querella avec le journaliste Jean-Baptiste Rosemond de Beauvallon, son concurrent du Globe, au sujet d'une dette de jeu de quatre-vingt-quatre louis que Dujarier avait contractée auprès de Beauvallon. Quoique la somme fut réglée le soir même, Beauvallon lui envoya ses témoins le lendemain, leur différend ayant aussi pour cause les faveurs de l'actrice madame Albert.
Alexandre Dumas fils, qui connaissait la force de Beauvallon à l'épée, conseilla néanmoins cette arme à Dujarier, supposant que M. de Beauvallon, en vrai gentilhomme remarquant l'ignorance de son adversaire en fait d'escrime, ne prolongerait point le duel ou le rendrait tout au moins sans conséquences funestes. Mais il ne fut pas écouté.
Le mardi 11 mars 1845 à 9 heures du matin, les témoins réglèrent par écrit les conditions de la rencontre et le duel eut lieu.

Dujarier était un tireur tellement novice qu'il n'atteint pas son adversaire. Il présenta alors sa poitrine et somma Beauvallon de tirer mais le projectile de celui-ci l'atteignit au visage, au-dessus de l'aile droite du nez. La balle, traversant l'os maxillaire supérieur jusque dans la partie la plus profonde de la face, brisa l'os occipital et commotionna la moelle épinière, provoquant la mort.
Son corps est ramené à son domicile 39 rue Laffitte. On retrouve sur son cadavre son testament olographe commençant par ces mots : « Au moment de me battre en duel pour la cause la plus futile et la plus absurde, je consigne mes dernières volontés... » Il y lègue notamment ses dix-huit parts dans le théâtre du Palais-Royal à Lola Montès et son mobilier et ses chevaux à Alexandre Dumas,
Ses obsèques sont relatées dans le journal La Presse du 14 mars 1845, avec un discours d’Émile de Girardin.
Alexandre Dujarier est inhumé au cimetière Montmartre, dans la 20e division, dans la tombe de la famille François, sa sœur Marie Dujarier ayant épousé en 1839 Pierre François, lequel est le frère d'Adolphe François, gérant du journal Le Droit qui meurt en mars 1874 à Alger chez un parent, le général Chanzy, alors gouverneur de l'Algérie. Pierre François et Adolphe François sont fils d'Isidore François, mort pendant la Commune. Isidore François est inhumé avec Alexandre Dujarier. (La Presse et Le Rappel 16 mars 1874).
Après sa mort, sa collection des clichés et bois gravés des ouvrages Le Mémorial de Sainte-Hélène et Napoléon en Égypte, de L'Histoire de la captivité de Sainte-Hélène, mémoires inédits de M. le général Comte de Montholon furent vendus aux enchères par le notaire parisien chargé du règlement de sa succession.
Beauvallon après un procès de plus de deux ans fut condamné à dix années de prison. Des peines furent également prononcées à l'encontre des témoins du duel.